# Ядерный титбит: Flashback
Ядерный титбит: Flashback — компьютерная игра в жанре квест, аркада. Идея и сценарий игры принадлежат Даниилу Шеповалову, который является автором и сценаристом других игр в серии.
Эта игра является спин-оффом серии.

## Сюжет
Главный герой — человекоподобное лысое существо с железной клешнёй вместо одной из рук. В начале игры он оказывается в замкнутом здании из шести комнат. Комнаты находятся в удручающем состоянии: обшарпанные стены с местами осыпающейся штукатуркой, пентаграммы с кровавыми подтёками, ящики с ядерными отходами, крысы-мутанты и так далее.

## Разработка
Первые слухи о возможном продолжении Ядерного Титбита появились практически сразу после выхода игры, на форуме разработчиков.
В начале 2003 началась полноценная разработка игры, а в июле того же года о ней было объявлено и появились первые подробности.
Релиз игры состоялся 26 августа 2004 года.

## Критика
Издание Absolute Games крайне негативно оценило игру, поставив ей 24 %. Проект ругали за безумное происходящее, «нездоровое» чувство юмора разработчиков, ужасный геймплей, однако похвалили неплохую графику и саундтрек.

## Награды
Несмотря на крайне негативный приём игры, 5 марта 2005 она получила премию Gameland Awards в номинации «Лучший квест 2004 года».
| Год  | Награда         | Категория                | Результат | Прим. |
| ---- | --------------- | ------------------------ | --------- | ----- |
| 2005 | Gameland Awards | «Лучший квест 2004 года» | Победа    | [ 6 ] |